# Марзпанство Армения
Марзпанство Армения также известна как Сасанидская Армения (арм. Մարզպանական Հայաստան) — административная единица в Сасанидской Персии (428—642). Включала провинции Великой Армении: Сюник, Васпуракан, Туруберан, Айрарат, Парскаайк, Корчайк, Мокк, Тайк и Пайтакаран, часто также Арцах.

## История
После разделения Великой Армении в 387 году, между Римом и Персией, ашхары Гугарк, Утик, Арцах, Пайтакаран, Парскаайк, Корчайк и Армянская Месопотамия перешли в состав соседних регионов. Цопк, Ахдзник и Верхняя Армения, отошли к Римской империи, а потом Византийской империи. Правление армянских царей в Персидской части, продолжалось до 428 года, когда государственный аппарат претерпел лишь частичные изменения. Армения была превращена в марзпанство в 428 году после ликвидации Армянского царства (при этом, армянские области Арцах и Утик вошли в соседнее Албанское марзпанство (арм. Алуанк/Алванк/Агванк, персид. Арран)), а Восточная Грузия: в 523 году, после подавления анти-иранского восстания. Из тридцати пяти марзпанов, правивших Арменией в течение двух столетий, семеро были армянами (из Сюни, Гнуни, Багратуни и Мамиконянов), остальные — персами. Марзпаны не имели владетельных прав и назначались временно. С падением армянской династии Аршакуни их наследственные права были отменены. Все их сокровища, оставшиеся в персидской части Армении, были объявлены собственностью сасанидского царя, а земельные владения за пределами царской вотчины Айрарат, были поделены между армянскими нахарарами. Династия Мардпетуни была уничтожена, а её обширные владения перешли к династии Арцруни. Провинция Коговит вместе с крепостью Даруйнк, стала наследственной собственностью Багратуни. В родовых провинциях Аршакуни (Аштянк, Агиовит, Арберани) начали властвовать новые нахарарские роды (Каминакан, Гнуни и т. д.). Единственная наследница рода Григория Просветителя Саакдухт, вышла замуж за Мамиконянов и унаследовала им все свои родовые земли (Багреванд и т. д.). Семейные поместья рода Ахбианосиан (Тарон и Харк), стали владениями их родичей — нахарарского дома Вахнуни или Вахнуни. Представители епископского дома провинции Гохтн, «оставили духовную схему» и стали светскими князьями. До середины V века резиденцией армянского марзпана был Арташат, а затем Двин. Становление последнего столицей было обусловлено тем, что река Аракс сменила свое русло, и Арташат оказался рядом с болотами. По другой, маргинальной версии, по той причине, что основной капитал сасанидских монет был в Двине. По сравнению с другими марзпанствами Сасанидского государства, Армения находилась в привилегированном положении в виде системы больших и малых нахарарских владений. Нахарар, который считался арендодателем, был во главе владений. Эти власти, в свою очередь, были разделены на провинции, которые управлялись новыми домами (сепухами), выходящими из главной династии. Их территории находились под юрисдикцией и назывались «собственностью»(сепаканутюн).
Сохранению культурной самобытности армянского народа, способствовало создание армянского алфавита в 405 году. Посредством этого, христианство ещё более укрепилось в среде армян, отдаляя их от Персии и подтверждая их особое место в среде христианских государств, без слияния с Византией.
Марзпан был обязан передать руководящие должности страны армянским нахарарам, чтобы не нарушать принцип их многовекового права на наследство. Это была автономная страна, чьей фактическими владельцами были армянские нахарары, а армянская армия находилась под командованием армянского спарапета (главнокомандующего), который по-прежнему был из династии Мамиконянов. Сохранялись почти все структуры, в том числе большое судебное учреждение, которое возглавлял армянский католикос. Также высокий статус автономии был в грузинском и албанском марзпанстве. Только царские налоги и доходы, которые действовали во время последних царей Аршакуни, передавались в Сасанидский двор. Кроме того, после первого марзпана перса, Вехмихршапуха (428—441), персидский шахиншах Йездегерда II назначает марзпаном Армении влиятельного князья Васака Сюни (441—451).

## Национально-освободительная борьба против персидского господства
Толерантное отношение персидского двора к армянам было обусловлено постоянными войнами Сасанидской Персии на двух фронтах. На западе была Римская империя, на востоке — кушиты. Ещё в 422 году, во времена армянского вассального царства, персы подписали 50-летний мирный договор с недавно созданной Византией. Неудовлетворенный автономией Армении, персидский шахиншах иногда предпринимал решительные шаги. В 442, армянские войска под предводительством спарапета Вардана Мамиконяна были направлены в Среднюю Азию для борьбы с кушанами .
За военным давлением следуют шаги в области экономики. В 447 году под предлогом создания «нового ашхарагира» (учет переписей и доходов) персидский чиновник Деншапух посетил Армению. Он снимает Ваана Аматуни с поста марзпана Армении, затем изгоняет армянского католикоса. Персы назначаются на должности сборщика податей и налогов и великого судьи. Два года спустя, в 449 году, персидский двор издал специальную прокламацию, призывающую армян отказаться от христианства и принять зороастризм. Прокламация была подписана советников шахиншаха Хазкерта, Мирнерсех Хазарапетом (азарапет — тысячник). Некоторые из армянских нахараров ответили принятием зороастризма. Зять губернатора/марзпана Васака Сюнеци, Варазваган, принял зороастризм. Однако общенациональное собрание, созванное в Арташате, отклонило требования персидского двора. В результате представители правительства Армении были вызваны в Тизбон. Для того, чтобы избежать репрессий, они отреклись от христианства и вернулись в Армению осенью 449. В 450 году началась война Вардананян во главе с Варданом Мамиконяном. Главное событие этой войны — Аварайрская битва, состоялась 26 мая 451 года. Оно закончились поражением армянского войска, но предотвратило насаждение зороастризма. После Васака Сюнеци, два перса были назначены губернаторами: Атормизд из династии Аршакуни (451—465), затем Атрвшнасп (465—481).
Четверть века спустя персидский царь Пероз вернулся к политике ассимиляции Армении. Это привело в 481—484 годах к еще одной войне во главе с Вааном Мамиконяном. Одержав несколько побед, Совет старейшин Армении вынуждает персидский двор вывести свои войска. Вагарш-шах, взошедший на новый трон, подтвердил автономию марзпанской Армении. В 485 году спарапет Ваан Мамиконян был также признан марзпаном и управителем Армении. В 505 году ему последовал его младший брат Вардом Мамиконян. Такая ситуация сохранялась вплоть до второй половины марзпанства VI-го века.

## Окончательная независимость армянской церкви
Первые шаги к независимости Армянской Церкви были сделаны во времена правления царя Папа, когда армянский пастор не уезжал в Кесарию для рукоположения в католикоса. Отклонив положения Халкидонского собора, Армянская Церковь сделала второй шаг к независимости. Во время персидского владычества, она была вынуждена не только противостоять политике ассимиляции христиан зороастрийцами, но и предотвратить вмешательство константинопольской церкви в её дела.
В 395 году Римская империя распалась на восточную и западную части. К началу V-го века население на берегах Средиземного моря и в Центральной Азии уже приняло христианство. Потеряв политическую власть, Рим и Константинополь стремились сохранить свое влияние. По этой причине церковные собрания созывались очень часто. В 451 году на Халкидонском соборе был поставлен вопрос о божественной и человеческой природе Иисуса Христа. Армянская Апостольская Церковь, принимая некоторые положения принятые на Халкидонском соборе, отказалась признать утвержденную там христологическую формулу. Последствия за пять месяцев до этого состоявшейся Аварайрской Битвы были ещё свежи в Армении. Тогда ни греки, ни римляне не поддерживали армян против иноверцев, поэтому и армянская церковь отвернулась от них. После войны Ваананц в Двин переехал не только новоназначенный марзпан Ваан Мамиконян, но и армянский католикос Ованес I Мандакуни, перенеся свою резиденцию из Вагаршапата в Двин.
В 499 году было созвано церковное собрание Селевкии, которое объявило несторианскую ересь официальной доктриной христиан Персии. Возможно, тем самым, Персия стремилась предотвратить влияние Византии на свое население, прежде всего армян. Ранее церковные собрания в Армении проводились в Аштишате, Шахапиване и других местах, но было принято решение отныне проводить советы армянской церкви в городе резиденции католикоса. В 506 году в Двине было созвано церковное собрание, на котором присутствовали 20 новых и 14 светских лидеров во главе с католикосом Бабкеном I и марзпаном Вардом Мамиконяном. Оно явилось краеугольным для Армянской Церкви в формировании и закреплении антинесторианской и в то же время антихалкидонской позиции. Официально отделение от Халкидонской церкви было подтверждено на Втором Соборе Двина в 554 году. В то же время было запрещено следовать за какими-либо ересям.

## Второй раздел Армении
Преодолев атаки славянских племен с севера, византийские императоры вознамерились расширить границы страны. Во времена правления императора Юстиниана I (527—565) были завоеваны бывшие регионы Римской империи — Северная Африка, Вестготтская Испания и Восточная Италия. Не желая сражаться с германскими племенами, завоевавшими Британию, Галлию (Франкское королевство) и Германию, византийцы начали расширяться в христианские государства Передней Азии и Месопотамии. После разделения в 387 году, ещё до провозглашения Византийского государства, эти страны были присоединены к Сасанидской Персии, в которой настал период усиления власти во времена правления шаха Хосрова Ануширвана (531—578). Укрепляя свои северные границы от нападений тюркоязычных племен из Центральной Азии, шах намеревался восстановить власть Ахеменидов, покорить Аравийский полуостров, Сирию, Палестину и достичь Средиземного моря. Конфликт между двумя державами нарастал.
В 571 году, недовольное политикой персов, армянское дворянство и духовенство начали новое восстание . Его возглавили командующий Вардан Мамиконян-младший (Красный Вардан) и армянский католикос Ованес II, собравшие 10 000 воинов. В случае победы восстания армяне обещали принять господство в Византии, а византийцы обязались предоставить убежище армянам, бежавшим в Византию в случае провала восстания. В 571 году Сурен, персидский губернатор Армении, отправился в Тизбон, чтобы сообщить о случившемся, и вернулся в Двин с армией в 15 000 человек. Число армянских восставших удвоилось, и они разгромили марзпанскую армию в Двине. Это означало не только начало новых побед, но и ещё одну войну между Востоком и Западом. Война 572—591 годов закончилась победой Византии и подписанием нового мирного договора. В 591 году Армения была разделена на две части во второй раз. В Византию перешли не только Туруберан, Тайк и большая часть Айрарата, но и Западная Иберия, Гугарк. Территория марзпанства Армения ограничилась Сюником и Васпураканом. С такими границами оно просуществовало в течение нескольких десятилетий.
В 602—628 гг. произошла последняя персидско-византийская война. Персы заняли Аравийский полуостров, вторглись в Сирию и Малую Азию и приблизились к окраинам Константинополя . Хотя византийцы выиграли последнее сражение и остановили нападение врага, война закончилась в пользу Сасанидской Персии. Две ослабленные войнами державы не смогли противостоять недавно сформированному Арабскому халифату. В битве при Нехаванде в 642 году арабы уничтожили Сасанидскую Персию. Марзпанство Армении, как административно-политическая единица, была упразднена.

## Список марзпанов
| Марзпан                                  | даты           | Назначен                                        |
| ---------------------------------------- | -------------- | ----------------------------------------------- |
| Везмихршапух                             | 428—441        | Шахом Ваграмом                                  |
| Васак Сюни                               | 441—451        | Шахом Хазкертом II                              |
| Атромизд                                 | 451—465        | Шахом Хазкером II                               |
| Атрасхнасп                               | 465—481        | Шахом Перозом                                   |
| Саак Багратуни                           | 481—482        | Шахом Перозом                                   |
| Шапух Мигран                             | 482—482        | Шахом Перозом                                   |
| Ваан Мамиконян                           | 482—483        | Шахом Перозом                                   |
| Зармихр Карен                            | 483—483        | Шахом Перозом                                   |
| Шапух, ишхан Рейра                       | 483—484        | Шахом Перозом                                   |
| Ваан Мамиконян                           | 484—505        | Шахом Перозом                                   |
| Вард Мамиконян                           | 505—509        | Брат Ваана был назначен шахом Кавазом           |
| Мжеж Гнуни                               | 518—548        |                                                 |
| Вшнасп Бахрам                            | 548—552        |                                                 |
| Тан-Шапур                                | 552—560        |                                                 |
|                                          | 560—564        |                                                 |
| Сурен                                    | 564—572        |                                                 |
| Вардан Мамиконян (Красный Вардан)        | 572—577        | Назначен Советом старейшин Армении              |
| Тамхосров                                | 577—580        | Назначен Хосровом Ануширван                     |
| Кабан-Взур                               | 580—581        | Назначен Ормизд шахом                           |
| Пахлав                                   | 581—586        | Назначен Ормизд шахом                           |
| Грагат                                   | 586—589        | Назначен Ормизд шахом                           |
| Издатели                                 | 589—590        | Назначен Ормизд шахом                           |
| Мушег Мамиконян                          | 590—591        | назначен императором Мориком                    |
| 5 персидских правителей                  | 592—605        | Виндатакан, Нахвефаган, Меракбут, Йезден, Бутма |
| Смбат Багратуни                          | 604—611 / 616: |                                                 |
| Шахренапет                               | 611—613        |                                                 |
| Паршеназдат                              | 613—613        | ШахомХосров Парвесом                            |
| Намдар-Гушнасп                           | 616—619        | ШахомХосрово Парвесом                           |
| Шараплакан                               | 619—624        | Шахом Хосров Парвесом                           |
| Ротшвехан                                | 624—627        | Шахом Хосров Парвесом                           |
| Варазтироц II Багратуни                  | 628—634        |                                                 |
| Мжеж Гнуни, глава византийской части     | 630—635        |                                                 |
| Давид Сахаруни, глава византийской части | 635—638        |                                                 |